# نهائي كأس الكؤوس الإفريقية 1979
نهائي كأس أفريقيا للأندية أبطال الكؤوس 1979 هي المباراة النهائية للنسخة الخامسة من كأس أفريقيا للأندية أبطال الكؤوس .
وتوج بها كانون ياوندي الكاميروني على حساب غور مايا الكيني .

## الفرق
| الفريق       | المنطقة             | وصول سابق (الخط الغليظ يشير إلى بطل تلك النسخة) |
| ------------ | ------------------- | ----------------------------------------------- |
| كانون ياوندي | وسط أفريقيا UNIFFAC | 1 (1977)                                        |
| غور مايا     | شرق أفريقيا         | 0                                               |

## الوصول إلى النهائي
| الفريق         | الدور       | إجم. | نتيجة.ذ | نتيجة.إ |
| -------------- | ----------- | ---- | ------- | ------- |
| فيتا كلوب      | ربع النهائي | 7–4  | 6–1     | 1–3     |
| بيندل انسورانس | نصف النهائي | 1–0  | 1–0     | 0–0     |

| الفريق               | الدور       | إجم. | نتيجة.ذ | نتيجة.إ |
| -------------------- | ----------- | ---- | ------- | ------- |
| رايل كلوب دو كاديوغو | ربع النهائي | 4–2  | 2–1     | 2–1     |
| حورية كوناكري        | نصف النهائي | 3–0  | 2–0     | 1–0     |

## النهائي
| غور مايا | 0–2   | كانون ياوندي |
| -------- | ----- | ------------ |
|          | تقرير |              |

| كانون ياوندي | 6–0   | غور مايا |
| ------------ | ----- | -------- |
|              | تقرير |          |